# Macrolycus multicostatus
Macrolycus multicostatus is een keversoort uit de familie netschildkevers (Lycidae). De wetenschappelijke naam van de soort werd in 2002 gepubliceerd door Sergey Vasiljevich Kazantsev.